# Vanduzeeina senescens
Vanduzeeina senescens är en insektsart som beskrevs av Robert L. Usinger 1930. Vanduzeeina senescens ingår i släktet Vanduzeeina och familjen sköldskinnbaggar. Inga underarter finns listade i Catalogue of Life.